# Cá phi đao
Cá phi đao, tên khoa học Gymnarchus niloticus, còn được gọi là aba, aba aba, cá phi đao hoặc cá dao châu Phi, là một loài cá điện, và là loài duy nhất trong chi Gymnarchus và họ Gymnarchidae trong bộ Osteoglossiformes. Nó được tìm thấy duy nhất tại các khu vực đầm lầy và các rìa thực vật cận kề trong lưu vực các sông Nile, Turkana, Chad, Niger, Volta, Senegal và Gambia.

## Mô tả và sinh học
G. niloticus có một cơ thể dài và mảnh, không có vây đuôi, vây chậu và vây hậu môn. Vây lưng kéo dài, chạy dọc theo lưng về phía chiếc đuôi không vây, tù và là nguồn chính tạo ra lực đẩy. Nó phát triển đến chiều dài 1,6 m (5,2 ft) và trọng lượng 19 kg (42 lb).
G. niloticus sống về đêm và có thị lực kém. Thay vào đó, nó sử dụng một điện trường yếu để định hướng và săn cá nhỏ tương tự như cá mũi voi. Cũng như cá mũi voi, nó sở hữu một bộ não lớn bất thường, được cho là để giúp diễn giải các tín hiệu điện.
G. niloticus đẻ trứng trong các tổ trôi nổi có bề ngang tới 1 mét. Cá trưởng thành tiếp tục bảo vệ con non sau khi nở.

## Hinh ảnh

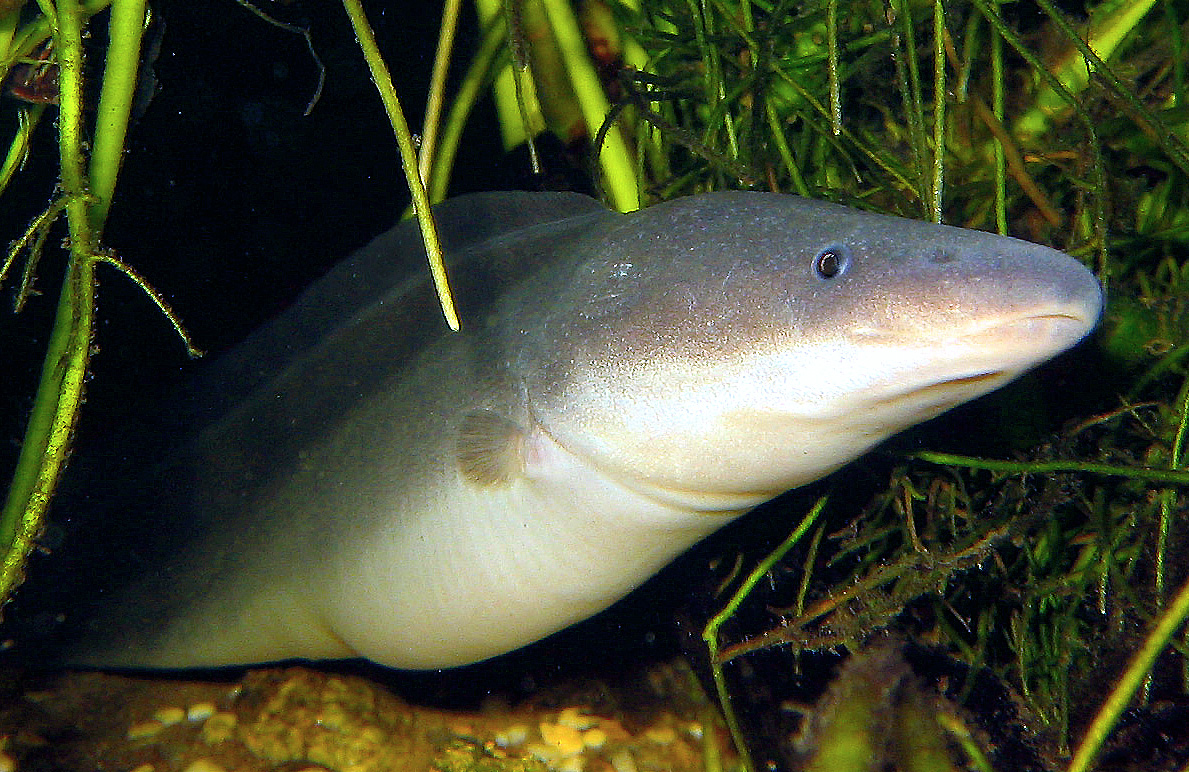
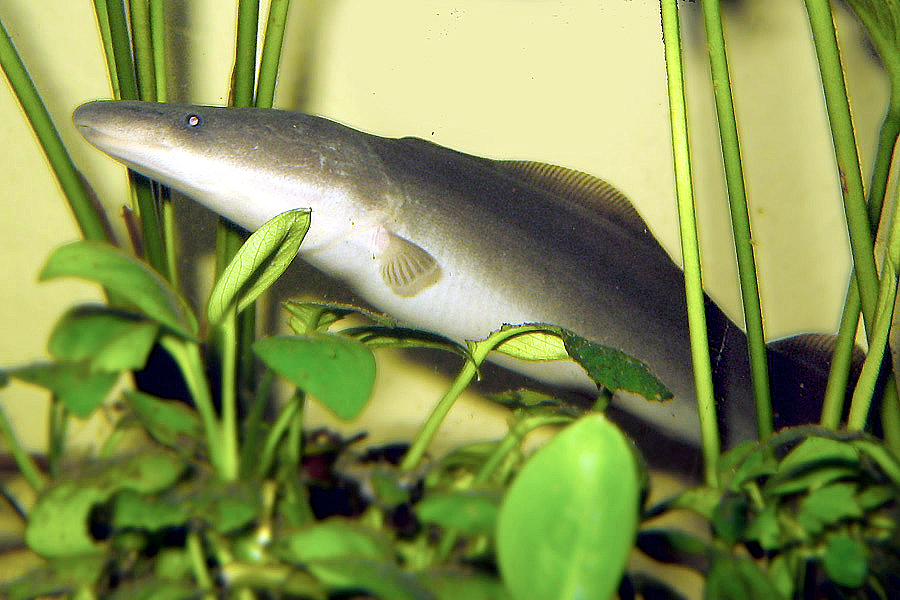
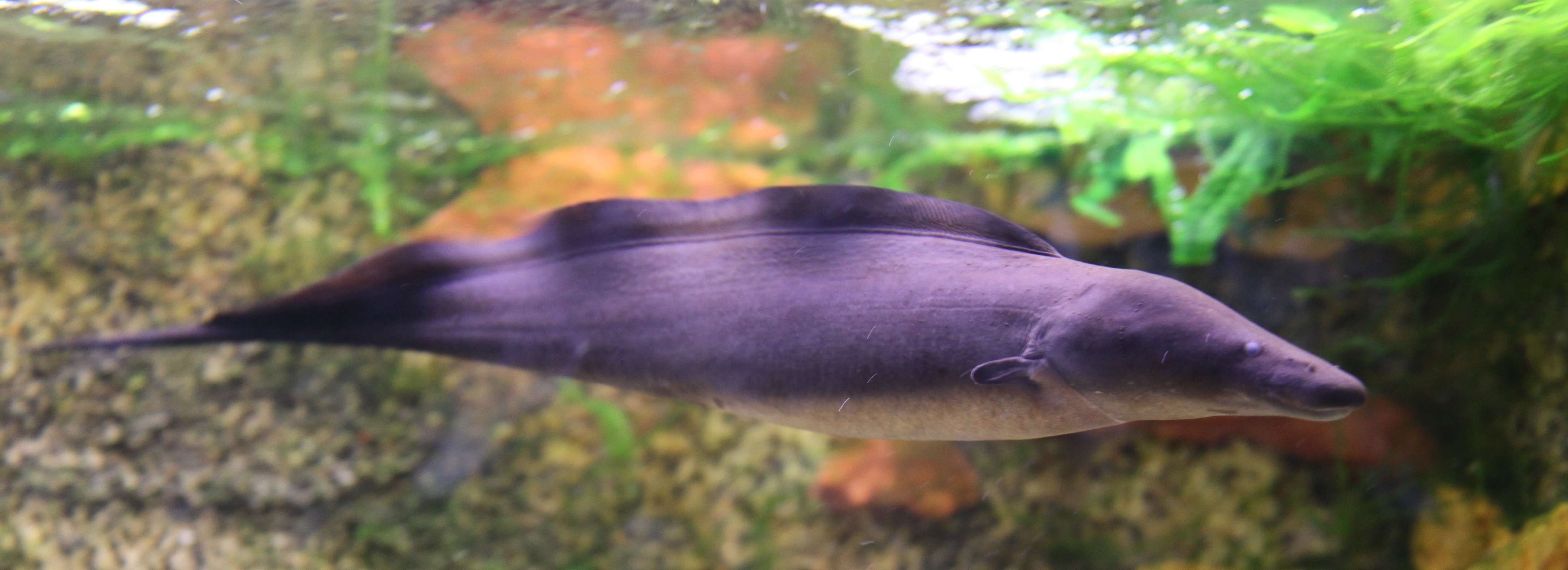